# Carroll (Australie)
Pour les articles homonymes, voir Carroll.
Carroll est une localité australienne située dans la zone d'administration locale de Gunnedah en Nouvelle-Galles du Sud. Bordée au nord par la Namoi, elle est traversée d'est en ouest par la route Oxley.

## Démographie
| 2011 | 2016 | 2021 |
| ---- | ---- | ---- |
| 176  | 337  | 305  |